# Whiteface
Whiteface ist ein deutscher Edgar-Wallace-Fernsehfilm aus dem Jahre 1998. Am 4. Mai 2002 war die Fernsehpremiere auf Super RTL. Der Film gehört zu einer kurzen Edgar-Wallace-Reihe aus den 1990er Jahren. Die erste Staffel wurde 1995 und die zweite 1998 gedreht. Er ist der achte und letzte Film aus der Edgar-Wallace-Reihe.

## Handlung
Der Fall beginnt bei einer Preisverleihung für den besten Buchautor im Genre Krimi. Die geladenen Gäste haben sich passend zum Motto der Veranstaltung kostümiert. Den Preis gewinnt John Malony mit seinem Buch Killerclown. Als der Autor den Preis überreicht bekommt, wird er von einer als Clown verkleideten Person mit einem Wurfmesser ermordet.
Unerkannt flieht der maskierte  Mörder durch die aufgeschreckte Besuchermenge und kann entkommen. Ein anwesender Reporter  verfolgt die maskierte Person zu Fuß und kann sehen, wie dieser in ein Auto steigt und wegfährt. Mit Hilfe dieses heruntergekommenen Reporters heftet sich Scotland Yard an seine Fersen.

## Trivia
Die weiteren Folgen sind Die Katze von Kensington, Das Karussell des Todes, Der Blinde, Die unheimlichen Briefe, Das Schloss des Grauens, Das Haus der toten Augen und Die vier Gerechten. Es spielten auch Darsteller der alten Wallace-Filme mit, zum Beispiel Eddi Arent, Harald Leipnitz, Pinkas Braun und Gisela Uhlen.

## Kritik
TV Spielfilm: Da wird auch der Zuschauer kreidebleich.
TV Today: Mit öden Storys, zappelnden Schauspielern und hanebüchenen Dialogen ... (ist der Film) ... ein Verstoß gegen die Genfer Konvention.
Das Lexikon des internationalen Films bezeichnete den Film als „trivial“ und sprach von „einschlägigen Mustern, die auch in der wiederholten Reproduktion nicht frischer wirken.“